# أنخيل سنويكوف
أنخيل سنويكوف (24 أغسطس 1977 ببورغاس في بلغاريا - ) هو لاعب كرة قدم بلغاري في مركز الوسط. لعب مع سلافيا صوفيا ونادي سبارتاك فارنا ونيا سلاميس فاماغوستا وOFC Nesebar ‏ وFC Chernomorets Burgas ‏ وماريك دوبنيتسا ‏ وFC Kaliakra Kavarna ‏ وPSFC Chernomorets Burgas ‏.